# Mas d'Arturo
El Mas d'Arturo, o, popularment, Mas del Turo, com apareix en alguns mapes, és una masia del poble de la Ribereta, de l'antic terme de Sapira, pertanyent actualment al municipi de Tremp. Està situada en el sector nord de la Ribereta, a l'esquerra de la Noguera Ribagorçana i al capdavall -extrem de ponent- del Serrat de Roca Roia. Al costat del Mas d'Arturo hi ha el cementiri de la Ribereta.
Es tracta d'una masia que inclou l'habitatge al qual se li annexen un colomar, diversos coberts, corrals i pallers, repartits al voltant de dos patis. A més trobem la capella, el cementiri i un forn que està derruït. L'habitatge se situa a diferent nivell sobre el terreny i s'aixeca sobre dues plantes i una sobreteulada. Està construït amb pedra del país rejuntada amb fang. El parament es mostra a la vista. Disposa d'un seguit d'obertures acabades amb llinda de fusta que es reparteixen de manera endreçada, entre les diferents plantes i de dues portes d'accés. La coberta cau a tres vessants i està construïda a partir d'embigat de fusta coberta amb teula i ceràmica. La capella presenta parament arrebossat. Disposa d'una porta d'accés rectangular acabada amb arc adovellat de maons de ceràmica (aquest arc s'ha superposat a l'original, que havia d'estar fet amb dovelles de pedra. Damunt de la porta s'obre un ull de bou. La coberta és a doble vessant i acull una espadanya. Davant de la capella es troba el cementiri.